# Marco St. John
Marco St. John, właśc. Marco John Figueroa, Jr. (ur. 7 maja 1939 w Nowym Orleanie) – amerykański aktor telewizyjny i filmowy.

## Życiorys
Urodził się w Nowym Orleanie w stanie Luizjana jako syn Iris (z domu Davidson) Springer i Marco Juana Figueroy, Sr.. Ukończył studia na Uniwersytecie Fordham na Bronksie.
W 1964 trafił na Broadway jako Delanoue (Merda) w spektaklu Poor Bitos w nowojorskim Cort Theatre. W wieku 28 lat wystąpił w regionalnym teatrze jako Hamlet na San Diego Shakespeare Festival. Potem grał też postać Kuragina w widowisku Wojna i pokój (1967) w Lyceum Theatre, Standbya Kurta w sztuce Augusta Strindberga Taniec śmierci (1974) w Vivian Beaumont Theatre, tytułowego Ryszarda III (1974) w Mitzi E. Newhouse Theatre, Antonia w komedii Wieczór Trzech Króli (1986) Delacorte Theatre i Lorda Willoughby w tragedii Ryszarda II.
Debiutował na ekranie w ekranizacji sztuki Shakespeare’a Antoniusz i Kleopatra (1972) w reżyserii Charltona Hestona. W 1975 przyjął rolę Joeya Kimballa w operze mydlanej CBS Search for Tomorrow. W latach 1969–1970 występował jako dr Paul Stewart w operze mydlanej As the World Turns.

## Filmografia

### Filmy fabularne
- 1982: Ludzie-koty jako Lawrence Shannon
- 1984: Lina jako Leander Rolfe
- 1989: Przesyłka jako Marth
- 1990: Stan łaski jako Jimmy Cavello
- 1991: Thelma i Louise jako kierowca tira
- 1993: Nieuchwytny cel jako dr Morton
- 2003: Monster jako Evan / tajny „John”
- 2003: Ława przysięgłych jako Daley
- 2004: Frankenfish jako dyrektor
- 2004: Punisher jako szef policji Morris
- 2008: Blondynka w koszarach jako Morris Grey
- 2008: Centralne biuro uwodzenia jako inspektor Laborde
- 2009: Zły porucznik jako Eugene Gratz
- 2012: Wyborcze jaja jako mąż
- 2013: Kamerdyner jako Warren Burger
- 2014: Barefoot jako pan Vincent
- 2015: Fantastyczna Czwórka jako wojskowy
- 2017: Nowicjat jako ks. Luca

### Seriale TV
- 1972: Gunsmoke jako Virgil Bonner
- 1974: Gunsmoke jako Darcy
- 1975: Search for Tomorrow jako Joey Kimball
- 1969–1970: As the World Turns jako dr Paul Stewart
- 1971: Wszystkie moje dzieci jako lekarz Eriki
- 1976: Kojak jako Tony Papas
- 1977: Ryan’s Hope jako oficer policji